# Coucy-le-Château-Auffrique
Pour les articles homonymes, voir Coucy (homonymie).
Coucy-le-Château-Auffrique est une commune française du département de l'Aisne et de la région Hauts-de-France, dans l'arrondissement de Laon, dépendant du canton de Vic-sur-Aisne.
La commune de Coucy-le-Château absorba en 1921 celle d'Auffrique-et-Nogent. À l'heure actuelle, on désigne encore communément la commune sous les vocables « Coucy » ou « Coucy-le-Château » sans mention d'« Auffrique ».
La ville se situe sur la pointe occidentale du Laonnois, le célèbre château de Coucy se trouve sur la commune, il fut la résidence du Châtelain de Coucy (aussi appelé Raoul Ier de Coucy), un célèbre trouvère picard du Moyen Âge.
Le château est enserré dans la cité des Sires de Coucy, ensemble fortifié bâti sur un promontoire calcaire rocheux ceignant d'un long rempart d'1,7 km tout le centre historique de la commune.

## Géographie

### Localisation
Le bourg de Coucy-le-Château-Auffrique est situé à l'ouest de Laon et à peu près à mi-chemin entre Chauny (au nord) et Soissons (au sud).
La commune est répartie sur deux niveaux : la ville basse (où convergent les voies de communication) et la cité médiévale de Coucy, enclose dans des remparts comprenant le fameux château de Coucy, lui-même plus en avant sur le promontoire dominant les vallées de l'Oise et de l'Ailette).

### Hydrographie
La commune est située dans le bassin Seine-Normandie. Elle est drainée par le canal de l'Oise à l'Aisne, l'Ailette, le ru Renault, le canal 01 de la commune de Coucy-le-Château-Auffrique, le canal de l'Ailette, le cours d'eau 01 de la commune de Coucy-le-Château-Auffrique, le cours d'eau 01 de la commune de Jumencourt, le cours d'eau 02 de la commune de Crecy-au-Mont, le fossé 02 de la commune de Coucy-le-Château-Auffrique, divers bras de l'Aisne divers bras du Renault et un autre petit cours d'eau,.
Le canal de l'Oise à l'Aisne est un canal à bief de partage au gabarit Freycinet reliant les vallées de l'Oise et de l'Aisne. Il relie les communes d'Abbécourt et de Bourg-et-Comin en passant sous le tristement célèbre « Chemin des Dames ».
L'Ailette, d'une longueur de 59 km, prend sa source dans la commune de Sainte-Croix et se jette  dans l'Oise (rive gauche) à Quierzy, après avoir traversé 36 communes.

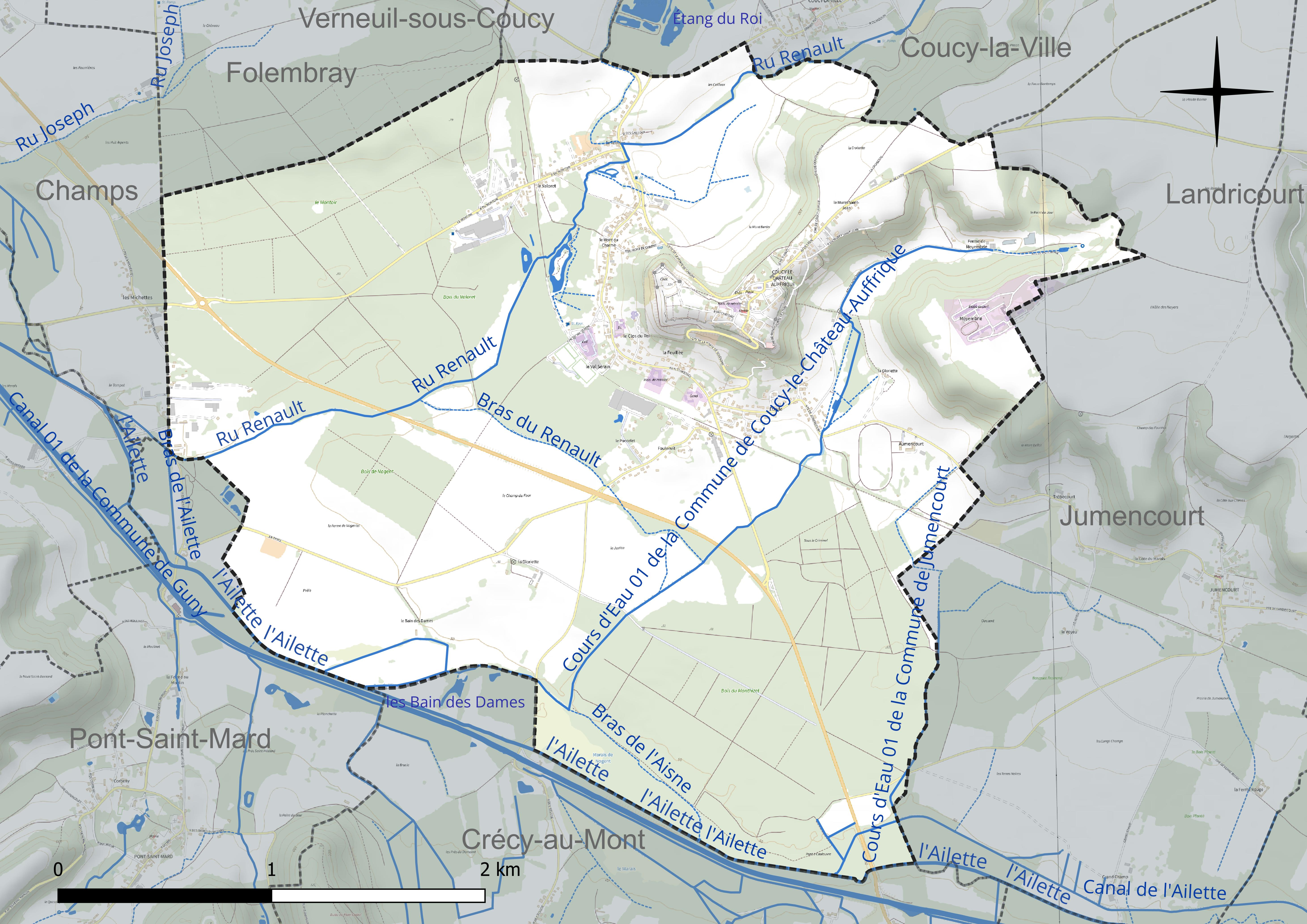
Réseau hydrographique de Coucy-le-Château-Auffrique.

### Climat
Pour des articles plus généraux, voir Climat des Hauts-de-France et Climat de l'Aisne.
En 2010, le climat de la commune est de type climat océanique dégradé des plaines du Centre et du Nord, selon une étude du CNRS s'appuyant sur une série de données couvrant la période 1971-2000. En 2020, Météo-France publie une typologie des climats de la France métropolitaine dans laquelle la commune est exposée à un climat océanique altéré et est dans la région climatique Nord-est du bassin Parisien, caractérisée par un ensoleillement médiocre, une pluviométrie moyenne régulièrement répartie au cours de l'année et un hiver froid (3 °C).
Pour la période 1971-2000, la température annuelle moyenne est de 10,5 °C, avec une amplitude thermique annuelle de 14,9 °C. Le cumul annuel moyen de précipitations est de 739 mm, avec 11,3 jours de précipitations en janvier et 8,7 jours en juillet. Pour la période 1991-2020, la température moyenne annuelle observée sur la station météorologique la plus proche, située sur la commune de Chauny à 13 km à vol d'oiseau, est de 11,1 °C et le cumul annuel moyen de précipitations est de 709,9 mm,. Pour l'avenir, les paramètres climatiques de la commune estimés pour 2050 selon différents scénarios d'émission de gaz à effet de serre sont consultables sur un site dédié publié par Météo-France en novembre 2022.

## Urbanisme

### Typologie
Au 1er janvier 2024, Coucy-le-Château-Auffrique est catégorisée commune rurale à habitat dispersé, selon la nouvelle grille communale de densité à 7 niveaux définie par l'Insee en 2022.
Elle est située hors unité urbaine et hors attraction des villes,.

### Occupation des sols
L'occupation des sols de la commune, telle qu'elle ressort de la base de données européenne d'occupation biophysique des sols Corine Land Cover (CLC), est marquée par l'importance des forêts et milieux semi-naturels (50,2 % en 2018), une proportion sensiblement équivalente à celle de 1990 (49,6 %). La répartition détaillée en 2018 est la suivante : 
forêts (50,2 %), terres arables (29,4 %), zones urbanisées (11,3 %), zones agricoles hétérogènes (7 %), prairies (2,1 %).
L'évolution de l'occupation des sols de la commune et de ses infrastructures peut être observée sur les différentes représentations cartographiques du territoire : la carte de Cassini (XVIIIe siècle), la carte d'état-major (1820-1866) et les cartes ou photos aériennes de l'IGN pour la période actuelle (1950 à aujourd'hui).

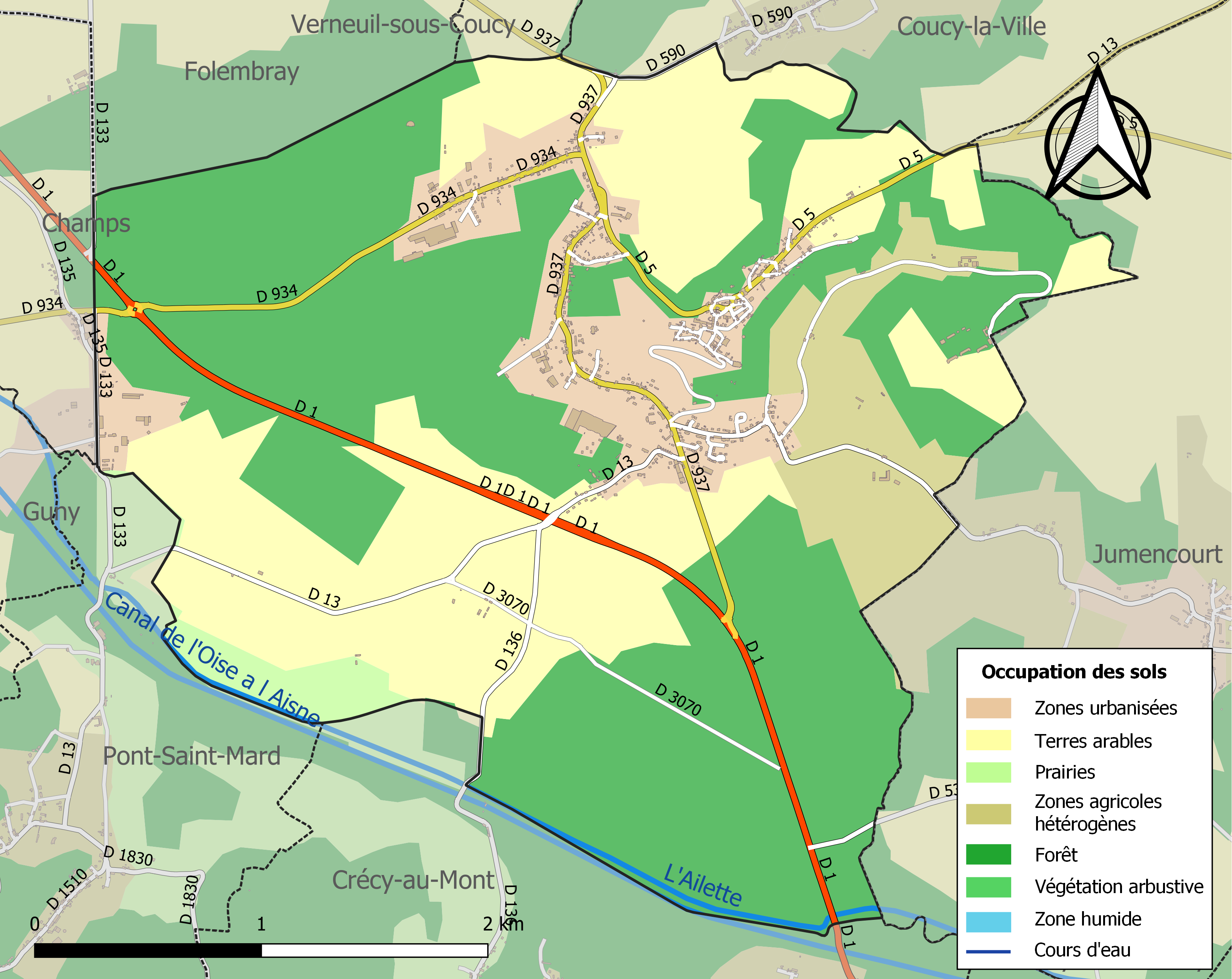
Carte des infrastructures et de l'occupation des sols de la commune en 2018 (CLC).

## Toponymie
Le nom de la localité est attesté sous les formes Codiciacum (530) ; Chocis ; Cotianum ; « Terra que Megium dicitur in qua est castellum Cociaci » (1116) ; Codiciacum castrum (1121) ; castrum Codiciacense (1122) ; Coci (1134) ; Couciacum (1135) ; Cucci (1144) ; Castellum Coceium (1145) ; Castrum Cociacense (1173) ; Altare de Coci Castro (1175) ; Chociacus (1176) ; Couci (XIIe siècle) ; Couci Castrum (1188) ; Couchiacum (1188) ; Cociacus (XIIIe siècle) ; Couchi-le-Castiel (1303) ; Couchi (1305) ; Coucy-le-Chastel (1327) ; Coucy Castrum (1340) ; Couchy (1433) ; Coussy (1436) ; Coucy-le-Chasteau (1510) ; « Paroisse Saint-Sauveur de Coucy-le-Chasteau » (1690).Durant la Révolution, la commune de Coucy-le-Château porte le nom de Coucy-la-Montagne.

Pour Coucy voire la toponymie de Coucy-la-Ville.
Le déterminant le-Château fait référence au château de Coucy des « sires de Coucy », construit par Enguerrand III (XIIIe siècle).
Auffrique est issu de l'ancienne commune Auffrique-et-Nogent, attesté sous les formes Auffricque (1477) ; Affricque (1536) ; Offricque (1685) ; Auffriques (1710) qui fusionna en 1921 avec la commune de Coucy-le-Château, pour former la commune de Coucy-le-Château-Auffrique.

## Histoire

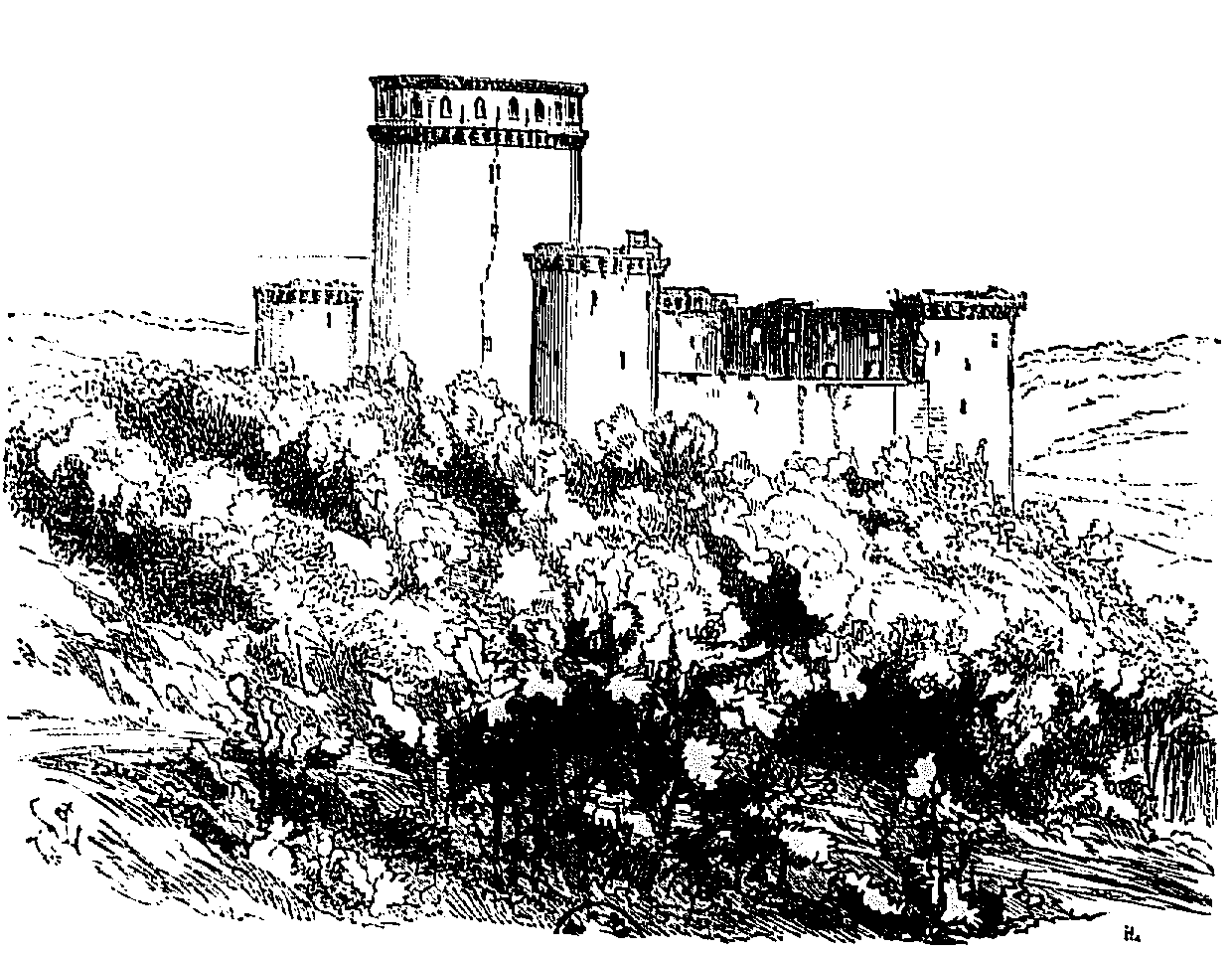
Les ruines du château de Coucy d'après un dessin de Viollet-le-Duc.

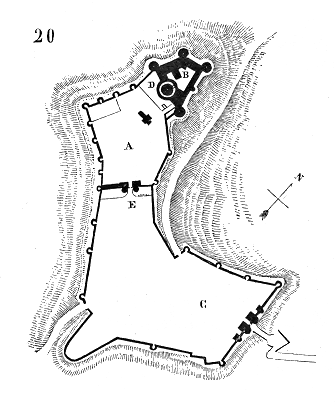
Plan de la cité médiévale de Coucy.

L'histoire de la ville de Coucy est intimement liée au château. Le nom de Coucy n'est pas connu avant les premières années du Xe siècle. Les territoires de la ville et du château faisaient partie du domaine des archevêques de Reims.
Un premier château fut construit vers l'année 920 par l'archevêque Hervé de Reims. Sa position exceptionnelle le fit convoiter par les plus puissants seigneurs de la région. Herbert de Vermandois, son gendre Thibaut, comte de Blois, et d'autres encore, s'en emparèrent successivement, jusqu'à ce que l'archevêque de Reims, Odalric, en régularisât la possession à Eudes Ier de Blois, fils de Thibaut. Celui-ci finit par le recevoir en fief, moyennant un cens de 60 sous (994).
Les descendants (?) de ce dernier, Robert et Albéric, furent ses successeurs. Albéric, dans la deuxième moitié du XIe siècle, fut sans doute le premier mari d'Ade de Marle et Coucy, qui suit et autour de laquelle s'organisa la succession.
Le domaine fut acquis vers 1085, par Enguerrand Ier de Coucy († vers 1118), surnommé « de Boves », parce qu'il possédait la seigneurie de Boves, la plus importante du comté d'Amiens qui lui appartenait également (1085-1116). Son mariage avec Ade de Marle, fille de Létard (ou Létaud) de Roucy, le firent sire de Coucy, Marle, La Fère,  Vervins, etc. Vers 1104, Enguerrand Ier prit pour maîtresse Sibylle de Château-Porcien, femme séparée depuis 1102 du comte Godefroi Ier de Namur. Cette union devint la cause d'une guerre acharnée avec d'autres barons du Saint-Empire romain germanique. À la suite d'un accord, Enguerrand Ier garda Sibylle. De son premier mariage, il eut un fils Thomas dit « de Marle ». Ils participèrent l'un et l'autre à la première croisade.
Du vivant de son père, Thomas se fit une position indépendante. Sa seconde femme, Ermengarde de Montaigu, lui apporta en dot le château de ce nom, dont il fit une forteresse très hostile pour tous les seigneurs des alentours. À la suite de ses excès, la noblesse picarde vint l'y assiéger, avec l'aide de son père lui-même (1105). C'est alors que l'héritier du trône de France, le futur Louis VI le Gros, vint à son secours et força les alliés à lever le siège. Une lutte sanglante s'engagea à cette époque entre Enguerrand et son fils Thomas, laquelle dura jusqu'en 1113. À ce moment, une diversion se produisit, et Thomas prit parti pour son père dans ses vues sur les communes d'Amiens et de Laon. Le vidame d'Amiens soutint la lutte contre lui, le blessa dans un combat et réussit à en délivrer la commune. Louis le Gros s'empara sur ces entrefaites des deux châteaux de Crécy-sur-Serre et du Nouvion-et-Catillon en 1115, où Thomas avait donné asile aux Laonnois révoltés et fugitifs.
À la mort de son père en 1116, Thomas, devenu maître d'immenses domaines, se montra cruel et sans foi. Il entra en guerre contre le roi Louis VI qui lui enleva en 1117 la tour de Coucy et la réduisit à une soumission complète. Un assassinat commis sur Henri, seigneur de Chaumont-en-Vexin, des actes continuels de pillage firent encore recommencer la guerre. Il mourut en 1130, tué par surprise de la main même du comte Raoul Ier de Vermandois, frère d'Henri de Chaumont. 

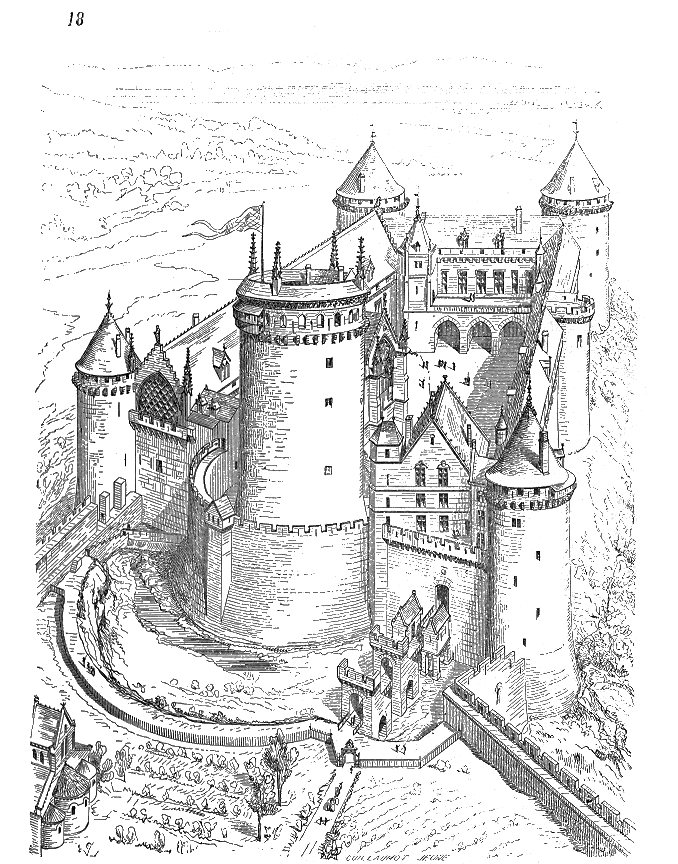
Château de Coucy, d'après un dessin de Viollet-le-Duc.

Après Thomas, ses domaines furent partagés entre ses fils Robert Ier, qui eut Boves, et Enguerrand II, l'aîné, qui eut Coucy. Ce dernier continua la guerre contre le roi qui avait assiégé La Fère pendant plusieurs mois. La résistance de cette place força le roi à traiter. Enguerrand alla à la croisade de 1146 et mourut en Terre sainte (entre 1147 et 1149, selon les sources).
Raoul Ier de Coucy, fils d'Enguerrand II, épousa successivement Agnès de Hainaut et Alix de Dreux, dont il eut Enguerrand III, son successeur dans la seigneurie de Coucy, Thomas, seigneur de Vervins, Robert, seigneur de Pinon et Raoul, évêque de Noyon. Après avoir accordé des chartes communales aux villes de Marle (1174) et de Vervins (1183), Raoul Ier mourut également en Terre sainte (1191).
La domination d'Enguerrand III, surnommé « le Grand », ou « le Bâtisseur », marque l'apogée de la maison de Coucy. Après une minorité pendant laquelle la ville de Coucy obtint de la veuve de Raoul une charte de commune, Enguerrand III, disposant de forces et de richesses considérables, chercha à imposer son autorité à toute la région. Affranchie en 1197 du pouvoir seigneurial, Coucy se protège, à partir du XIIIe siècle, grâce à son enceinte et à ses portes de Laon, de Chauny et de Soissons.

Enguerrand III ravagea les terres de l'Église de Reims (1200) et figura à Bouvines avec éclat. Par l'une des alliances qu'il contracta successivement, il devint le beau-frère de l'empereur germanique Othon IV. Accusé, non sans vraisemblance, d'aspirer à la couronne de France, il prit une part des plus actives aux luttes politiques et aux révoltes féodales qui se produisirent pendant la régence de Blanche de Castille, mère du roi Louis IX. C'est sous sa direction que furent bâtis en quelques années (vers 1225) les tours et le donjon de Coucy, les châteaux de Marle, de Saint-Gobain et de Folembray.
Il mourut à la suite d'un accident, en 1242. Une de ses filles, Marie de Coucy, épousa le roi Alexandre II d'Écosse.
Raoul II, son successeur, périt en 1250 à la bataille de Mansourah. Le frère de ce dernier, Enguerrand IV, qui fut alors appelé à lui succéder, est surtout connu par les mesures sévères dont il fut l'objet de la part du roi Louis IX, à la suite de plusieurs exécutions arbitraires, parmi lesquelles celle de trois jeunes clercs. Il mourut en 1311.
Enguerrand V de Guînes (1311-vers 1321/1324 ; fils du comte Arnould III et d'Alix de Coucy sœur d'Enguerrand IV), laissa la seigneurie à son fils Guillaume (1324-1333) qui ne signala son gouvernement par rien de remarquable.
Enguerrand VI (1333-1346) assista, sans pouvoir l'empêcher, à la dévastation de ses domaines par les Anglais en 1339, et fut tué au cours de la bataille de Crécy en 1346, laissant son héritage à un fils encore enfant qui fut Enguerrand VII, le dernier et aussi le plus illustre des membres de la dynastie des Coucy.
À la suite de la capture du roi Jean II le Bon, il est emmené par les Anglais en qualité d'otage à la cour d'Édouard III, il acquit une grande influence auprès de ce dernier, dont il épousa la fille Isabelle. Revenu ensuite à Coucy en 1368, il s'occupa de ramener la prospérité dans ses domaines dévastés et accorda une charte de franchise à Coucy en même temps qu'aux 21 villages qui en dépendaient. Il resta neutre quand la guerre reprit peu après entre la France et l'Angleterre. C'est alors qu'il se décida à partir pour l'Italie, dans le but d'y servir le pape, contre les Visconti de Milan. Il guerroya ainsi pendant quelque temps et imagina ensuite de revendiquer la couronne d'Autriche, sur laquelle il prétendait avoir des droits par sa mère Catherine d'Autriche, fille de Léopold Ier. Il ramassa dans toute la France et même en Angleterre tous les routiers disponibles et s'apprêta à engager la lutte contre son oncle. Après avoir ravagé cruellement l'Alsace, il fut battu en Suisse (1375). À son retour, la cour de France le chargea de plusieurs missions délicates. Rallié après la mort d'Edouard III, il prit part à la campagne de Flandre et à la tentative d'invasion de l'Écosse. À diverses reprises, le gouvernement de Charles VI l'employa dans des négociations diplomatiques importantes. En 1390, il assista les Génois dans leur expédition contre Tunis, au cours de laquelle il se signala par de nombreux exploits. Il fut l'un des chefs de l'armée envoyée contre Bajazet et les Turcs au secours de la Hongrie. Fait prisonnier au cours de la bataille de Nicopolis, il fut un des huit prisonniers épargnés et délivrés moyennant rançon (1397). Il mourut à Brousse, en Asie, peu après la dure captivité qu'il venait de subir.
Avec lui s'éteignit la puissante maison qu'il venait d'illustrer par ses multiples et lointaines expéditions, et qui avait été pendant 200 ans, sans contredit, une des plus puissantes familles du Nord de la France. Sa fille aînée et héritière Marie réussit à transmettre une partie de ses biens (La Fère, Saint-Gobain, Marle...) à ses descendants les Bar-le-Duc, les Luxembourg-Saint-Pol puis les Bourbon-Vendôme (jusqu'à Henri IV)... mais sans Coucy !

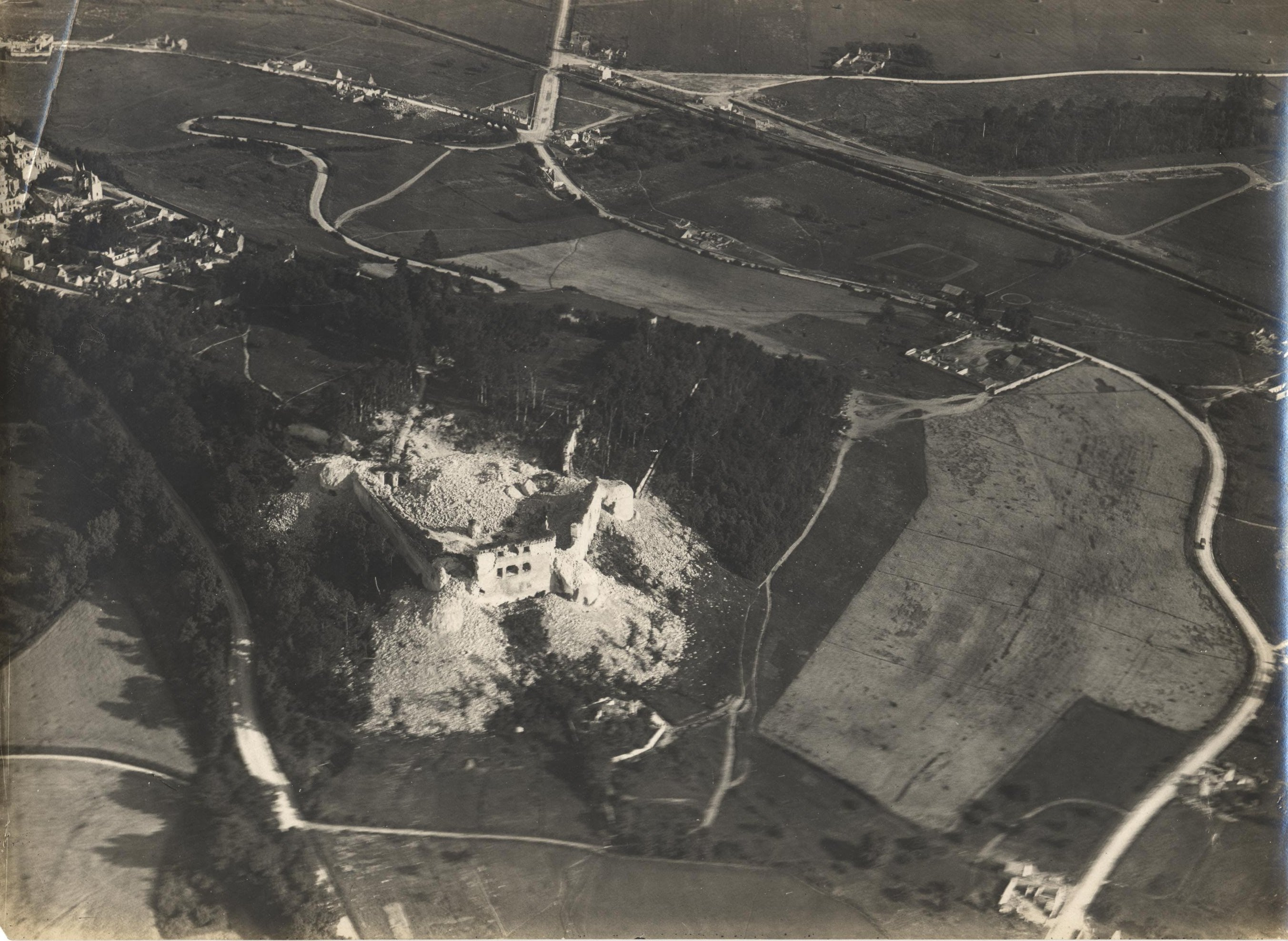
Château de Coucy après sa destruction (photo du 29 juin 1917).

En effet la terre de Coucy fut vendue par sa fille Marie, veuve d'Henri de Bar-le-Duc, au duc Louis Ier d'Orléans en 1400. Celui-ci la fit ériger en pairie en 1404. Le domaine passa ensuite à son fils Charles. Il fut saisi en 1411, vendu à Philippe III, duc de Bourgogne en 1440, racheté encore en 1550. Louis II d'Orléans, roi de France sous le nom de Louis XII, réunit Coucy à la couronne et le concéda en apanage à sa fille Claude, femme du duc François d'Angoulême. Ce dernier, devenu le roi François Ier, le donna à titre d'apanage à son second fils Charles de Valois. Le domaine fut ensuite attribué comme douaire à Catherine de Médicis en 1562. Il passa en 1576 à Diane de France fille d'Henri II, et entra enfin dans la Maison d'Orléans-Bourbon (issue du frère de Louis XIV, Philippe duc d'Orléans) qui le garda, à titre d'apanage, jusqu'à la Révolution. César de Vendôme, fils d'Henri IV et oncle de Philippe d'Orléans, naquit à Coucy en 1594.
Au cours de la Première Guerre mondiale, l'armée allemande occupa le château de Coucy. Elle le dynamita au moment de le quitter en 1917.
Le samedi 6 avril 1918, les Allemands attaquent la 6e armée française dans la forêt de Coucy-le-Château, sur l'Ailette, et la prennent.
En 1921, les communes de Coucy-le-Château et d'Auffrique-et-Nogent sont fusionnées sous le nom de Coucy-le-Château-Auffrique.

## Politique et administration

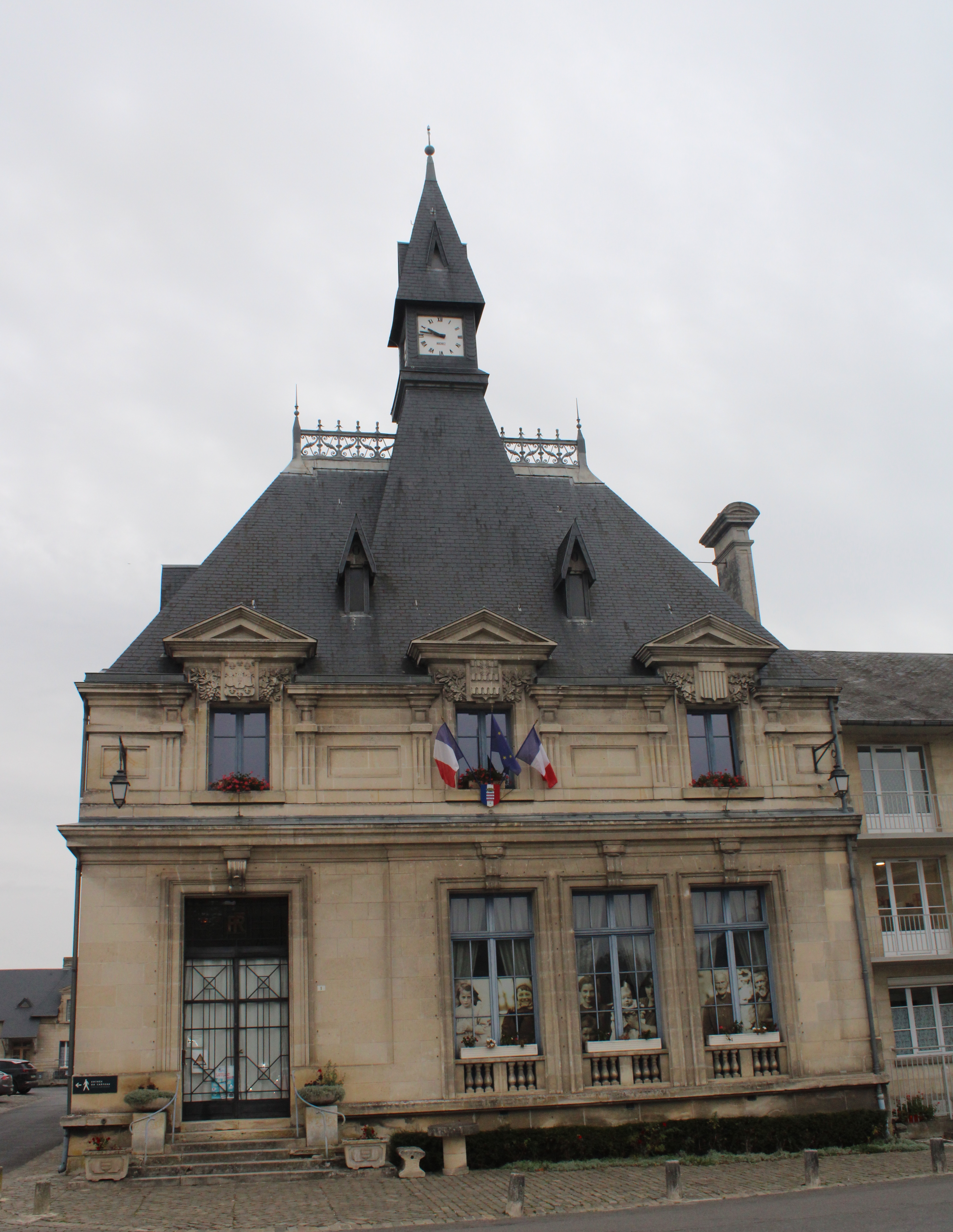
L'Hôtel-de-Ville.

| Période                                  | Période                   | Identité                  | Étiquette | Qualité                                                                |
| ---------------------------------------- | ------------------------- | ------------------------- | --------- | ---------------------------------------------------------------------- |
| Les données manquantes sont à compléter. |                           |                           |           |                                                                        |
| avant 1877                               | après 1879                | Ferdinand Stanislas Bigot |           | (né le 6 mai 1809 - 1890) notaire                                      |
| Les données manquantes sont à compléter. |                           |                           |           |                                                                        |
| (maire en 1981)                          | 1983                      | Roger Bigot               |           |                                                                        |
| 1983                                     | 1995                      | Michèle Lefèvre           |           |                                                                        |
| 1995                                     | 2001                      | Jacques Pinauldt          |           |                                                                        |
| mars 2001                                | 2008                      | Jean-Serge Simon          |           |                                                                        |
| mars 2008                                | mai 2020                  | Jean-Claude Dumont        | PCF       | Retraité Conseiller général (2001-2015) Réélu pour le mandat 2014-2020 |
| mai 2020                                 | En cours (au 28 mai 2020) | Sophie Boutroy            |           |                                                                        |

## Démographie

### Évolution
L'évolution du nombre d'habitants est connue à travers les recensements de la population effectués dans la commune depuis 1793. Pour les communes de moins de 10 000 habitants, une enquête de recensement portant sur toute la population est réalisée tous les cinq ans, les populations de référence des années intermédiaires étant quant à elles estimées par interpolation ou extrapolation. Pour la commune, le premier recensement exhaustif entrant dans le cadre du nouveau dispositif a été réalisé en 2008.

En 2022, la commune comptait 989 habitants, en évolution de −3,51 % par rapport à 2016 (Aisne : −1,97 %, France hors Mayotte : +2,11 %).
| 1793 | 1800 | 1806 | 1821 | 1831 | 1836 | 1841 | 1846 | 1851 |
| ---- | ---- | ---- | ---- | ---- | ---- | ---- | ---- | ---- |
| 699  | 781  | 818  | 749  | 839  | 878  | 830  | 939  | 854  |

| 1856 | 1861 | 1866 | 1872 | 1876 | 1881 | 1886 | 1891 | 1896 |
| ---- | ---- | ---- | ---- | ---- | ---- | ---- | ---- | ---- |
| 836  | 874  | 846  | 745  | 739  | 266  | 719  | 712  | 708  |

| 1901 | 1906 | 1911 | 1921 | 1926  | 1931  | 1936 | 1946 | 1954 |
| ---- | ---- | ---- | ---- | ----- | ----- | ---- | ---- | ---- |
| 683  | 700  | 657  | 269  | 1 077 | 1 069 | 907  | 913  | 933  |

| 1962  | 1968  | 1975  | 1982  | 1990  | 1999 | 2006  | 2008  | 2013  |
| ----- | ----- | ----- | ----- | ----- | ---- | ----- | ----- | ----- |
| 1 151 | 1 137 | 1 118 | 1 120 | 1 058 | 995  | 1 041 | 1 052 | 1 052 |

| 2018  | 2022 | - | - | - | - | - | - | - |
| ----- | ---- | - | - | - | - | - | - | - |
| 1 002 | 989  | - | - | - | - | - | - | - |

#### Coucy-le-Château
L'évolution démographique de Coucy-le-Château avant l'absorption d'Auffrique-et-Nogent était :
| 1793 | 1800 | 1806 | 1821 | 1831 | 1836 | 1841 | 1846 | 1851 |
| ---- | ---- | ---- | ---- | ---- | ---- | ---- | ---- | ---- |
| 699  | 781  | 818  | 749  | 839  | 878  | 830  | 939  | 854  |

| 1856 | 1861 | 1866 | 1872 | 1876 | 1881 | 1886 | 1891 | 1896 |
| ---- | ---- | ---- | ---- | ---- | ---- | ---- | ---- | ---- |
| 836  | 874  | 846  | 745  | 739  | 780  | 719  | 712  | 708  |

| 1901 | 1906 | 1911 | 1921 | - | - | - | - | - |
| ---- | ---- | ---- | ---- | - | - | - | - | - |
| 683  | 700  | 657  | 269  | - | - | - | - | - |

#### Auffrique-et-Nogent
L'évolution démographique d'Auffrique-et-Nogent avant l'absorption par Coucy-le-Château était :
| 1793 | 1800 | 1806 | 1821 | 1831 | 1836 | 1841 | 1846 | 1851 |
| ---- | ---- | ---- | ---- | ---- | ---- | ---- | ---- | ---- |
| 279  | 338  | 366  | 338  | 403  | 422  | 436  | 392  | 432  |

| 1856 | 1861 | 1866 | 1872 | 1876 | 1881 | 1886 | 1891 | 1896 |
| ---- | ---- | ---- | ---- | ---- | ---- | ---- | ---- | ---- |
| 453  | 448  | 470  | 475  | 476  | 423  | 459  | 447  | 431  |

| 1901 | 1906 | 1911 | 1921 | - | - | - | - | - |
| ---- | ---- | ---- | ---- | - | - | - | - | - |
| 407  | 428  | 423  | 457  | - | - | - | - | - |

## Culture locale et patrimoine

### Gastronomie

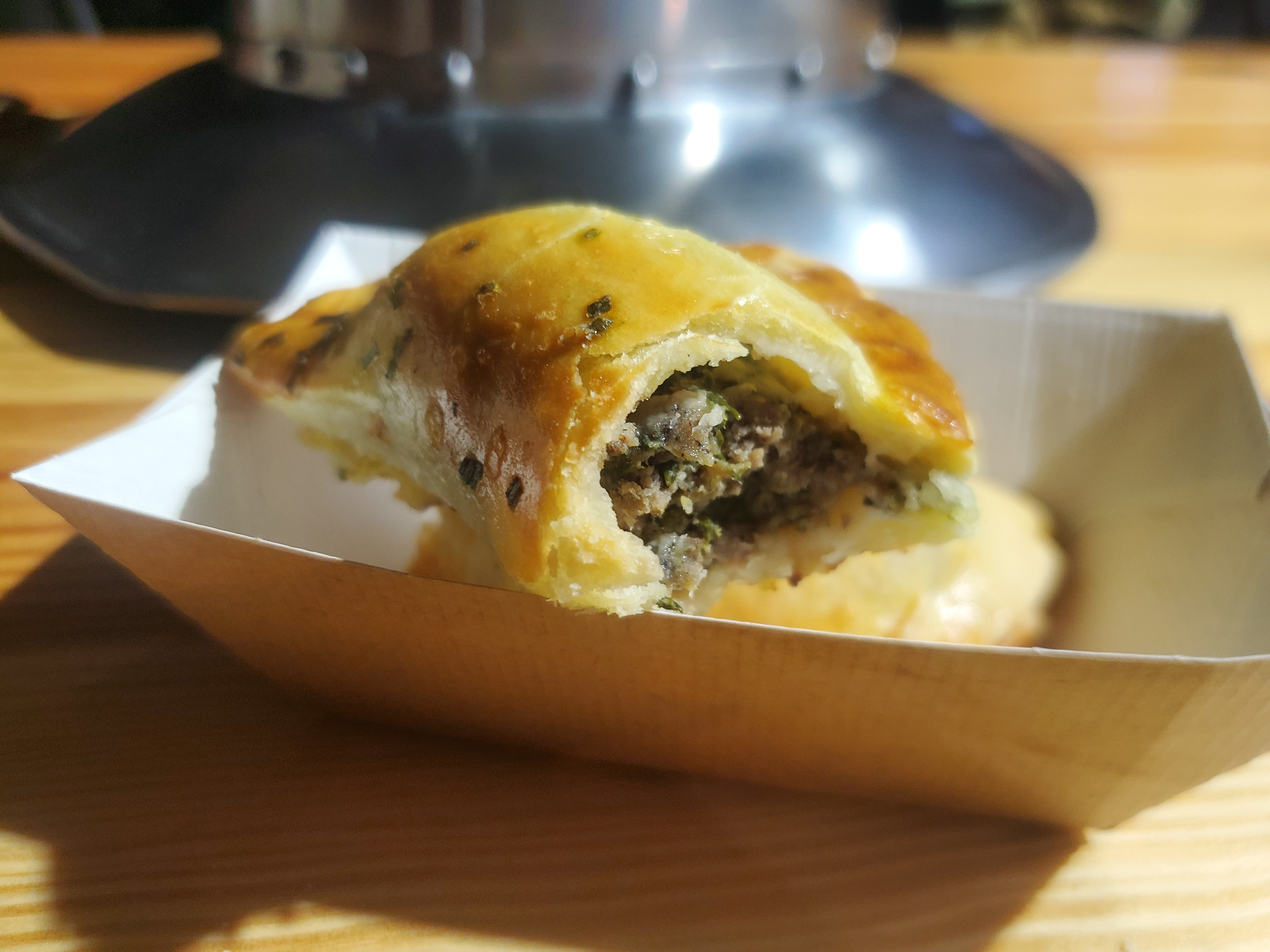
Des rissoles de Coucy.

Les rissoles de Coucy sont une spécialité culinaire très courante dans toute la Picardie dont l'invention remonte à l'époque de la construction du château et de la cité. On attribue traditionnellement l'origine des rissoles à Enguerrand III, qui, lors de la construction du château au XIIIe siècle, voulut que fût inventé un plat et consistant et nourrissant qui donnât de la force aux ouvriers du chantier de son imposant château sans qu'il ne fût long à préparer ni ne donnât l'occasion à de trop longues ripailles, ce qu'en somme nous appellerions aujourd'hui un casse-croûte ou un snack. La solution trouvée fut d'allier du pain à de la viande et à des épices.

### Lieux et monuments

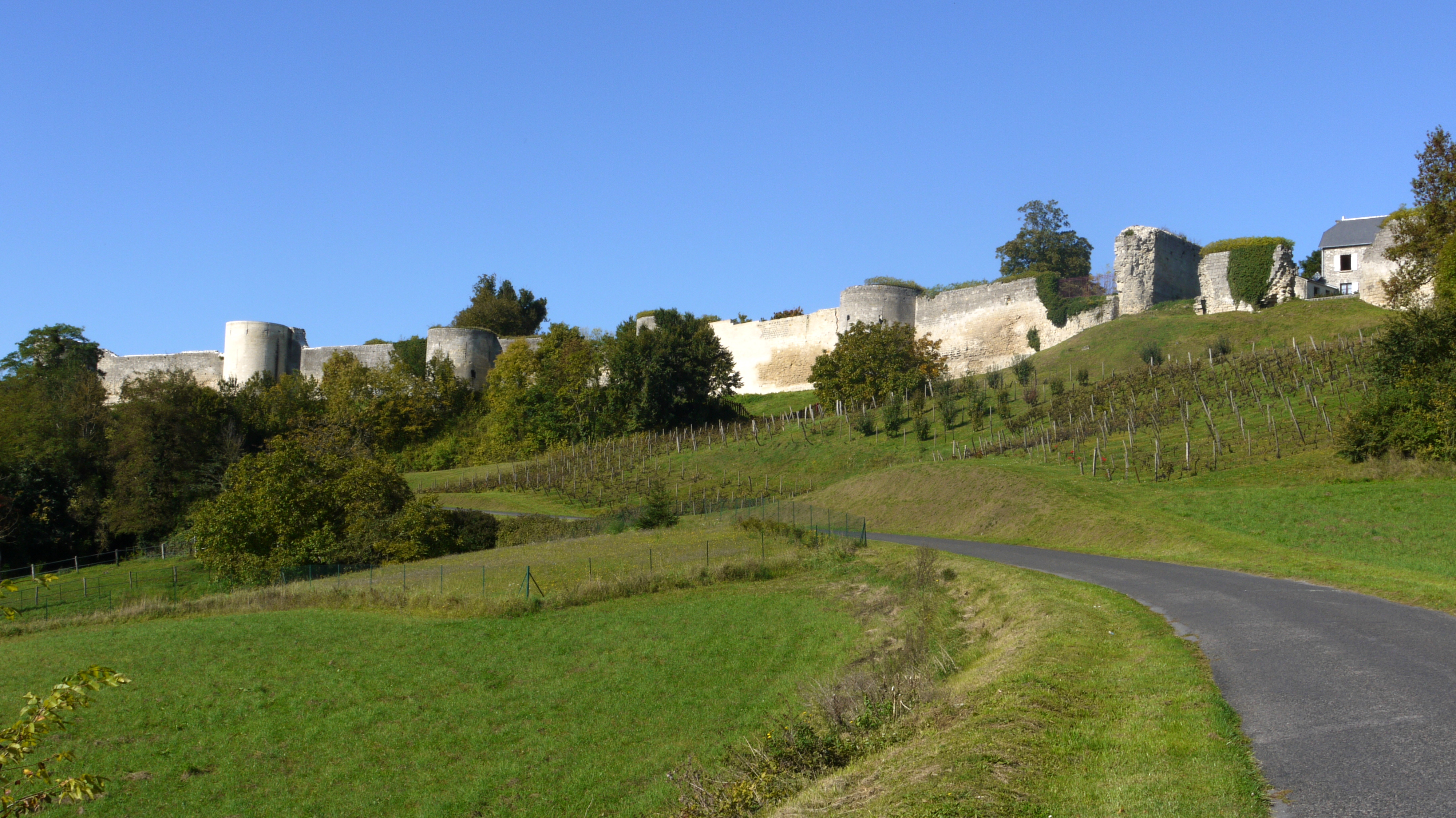
Les remparts de la cité sont en partie intacts.

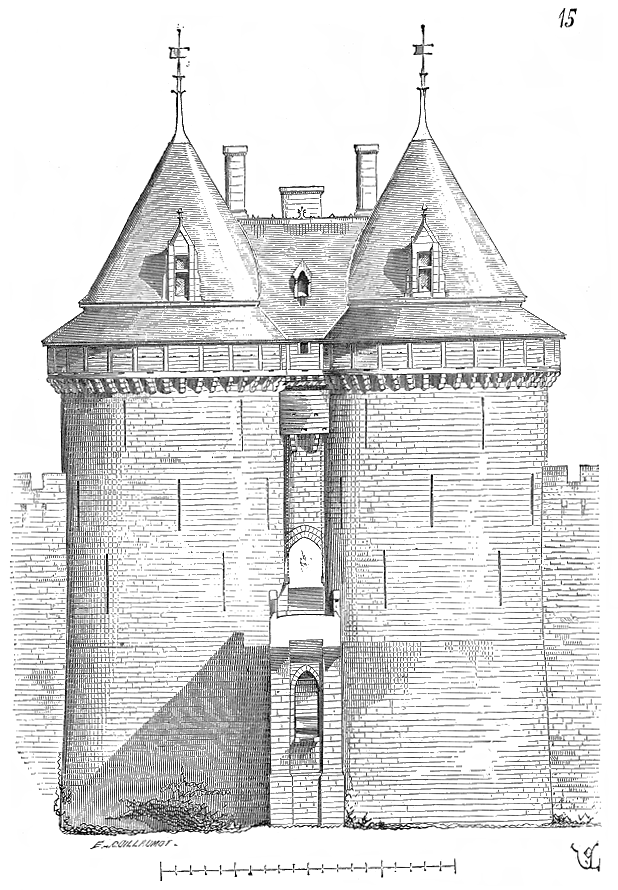
La porte de Laon (ou la porte Laonnoise) à Coucy en XIIIe siècle, d'après un dessin d'Eugène Viollet-le-Duc.

- Château de Coucy, connu jusqu'en 1917pour son énorme donjon, séparé de la cité fortifiée par la basse-cour. Classé Monument historique par liste de 1862.
- Remparts de l'ancienne cité fortifiée, avec sa gloriette, ses tours et ses trois portes :
  - porte de Chauny ;
  - porte de Laon (classée MH en 1889) ;
  - porte de Soissons.

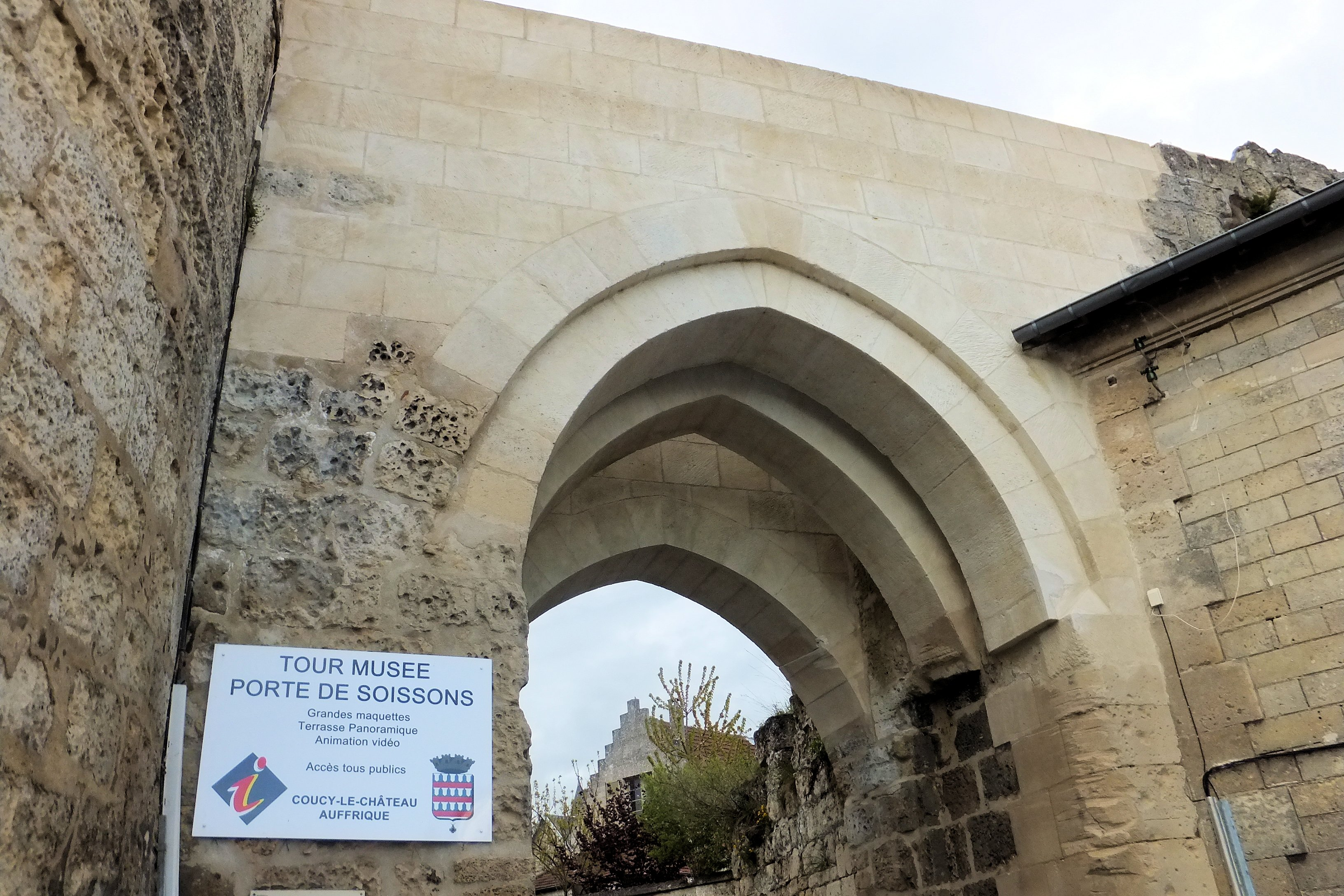
Porte de Soissons.

- Domaine de la Grangère, dont l'entrée se trouve sur le côté du monument aux morts. Cet espace vert était autrefois le jardin de la maison du gouverneur, bâtisse où Gabrielle d'Estrées accoucha, en 1594,  de César (duc de Vendôme), fils bâtard d'Henri IV. Classé MH en 1931.
- Église Saint-Sauveur, qui nécessita de gros travaux de reconstruction après la Première Guerre mondiale. Classée MH en 1920
- Abbaye de Nogent-sous-Coucy.
- Jardin médiéval : ce jardin d'inspiration médiévale est situé au pied du rempart, du côté de l'église. Autour d'une fontaine représentant la Vierge Marie, les parterres sont cultivés dans quatre carrés (ou des multiples de quatre) afin de former une géométrie parfaite et rappelant les quatre points cardinaux ou les quatre éléments.
- Point d'eau ancien.
- Dans le bois du Montoir, on peut voir une énorme cuvette de béton sur laquelle les Allemands, pendant la guerre 1914-1918, avaient installé un obusier de 380 mm, classée aux monuments historiques en 1922[39].
- Le mémorial des résistants volontaires dans la ville basse.
- La ferme de Moyembrie est un établissement rural de réinsertion pour détenus en fin de peine[40],[41], membre du réseau Emmaüs France[42],[43].
- Donjon de Moyembrie[44].

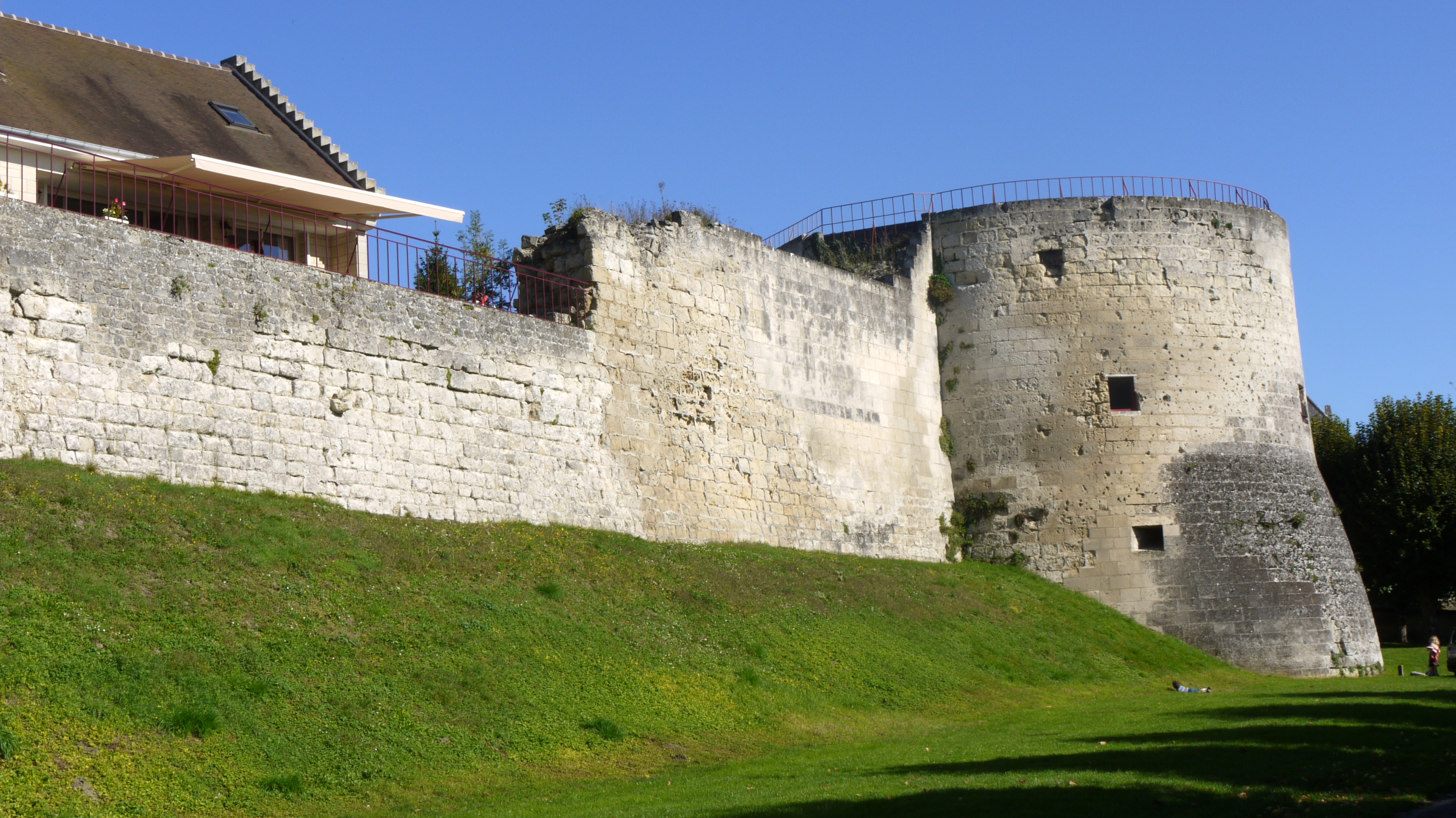
Une des tours des remparts de la cité.
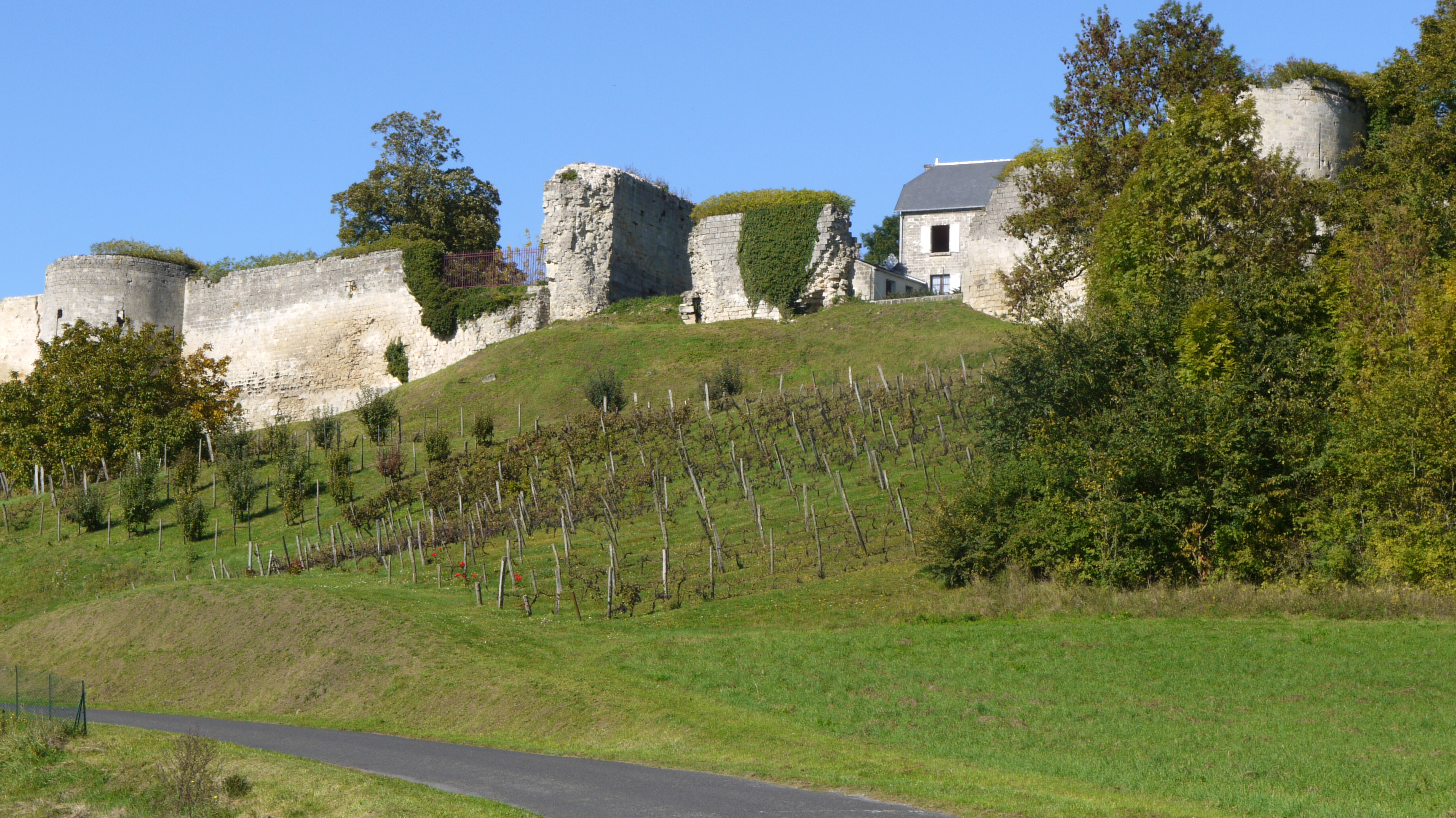
Détail remparts de la cité.
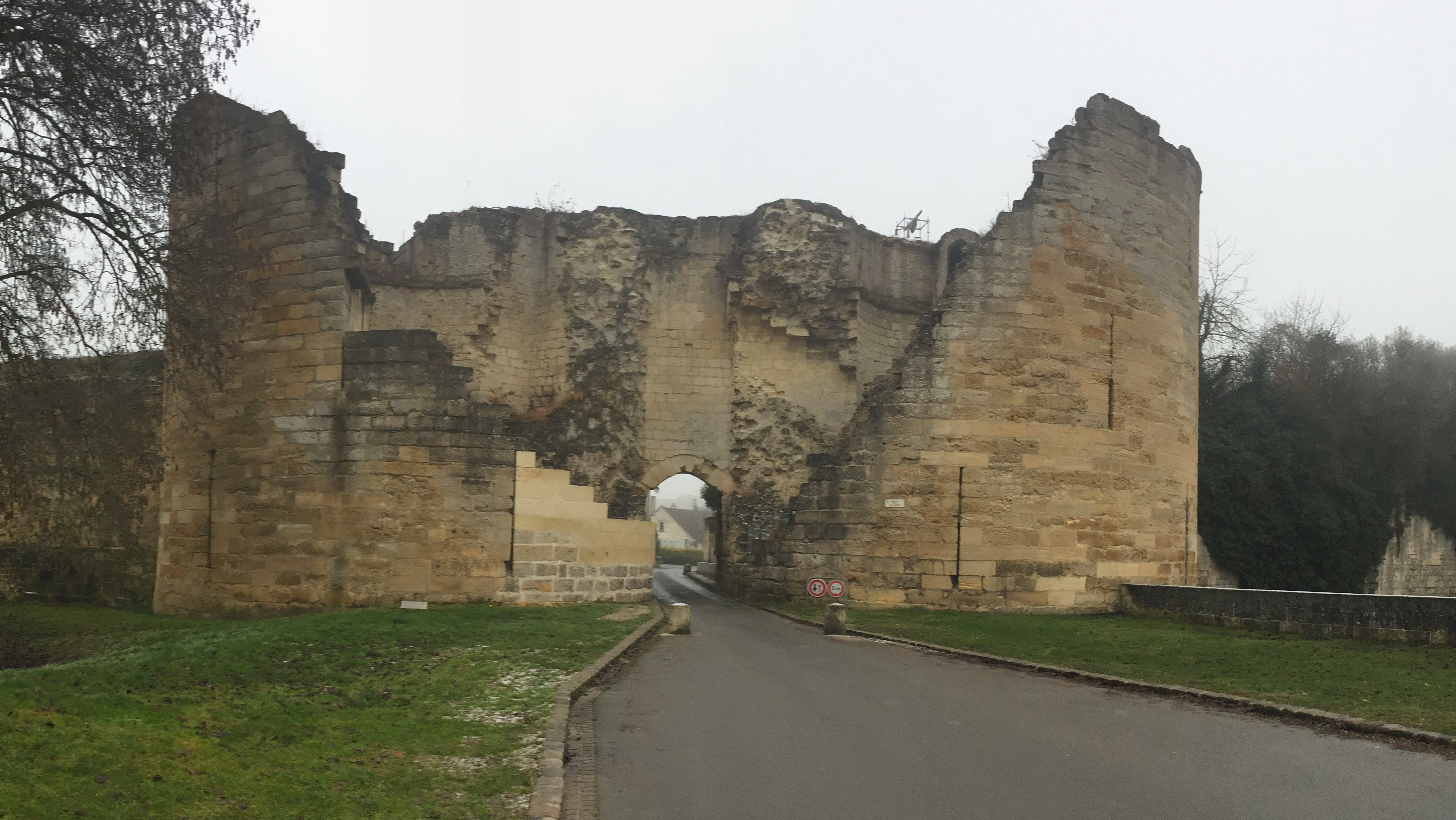
Porte de Laon.
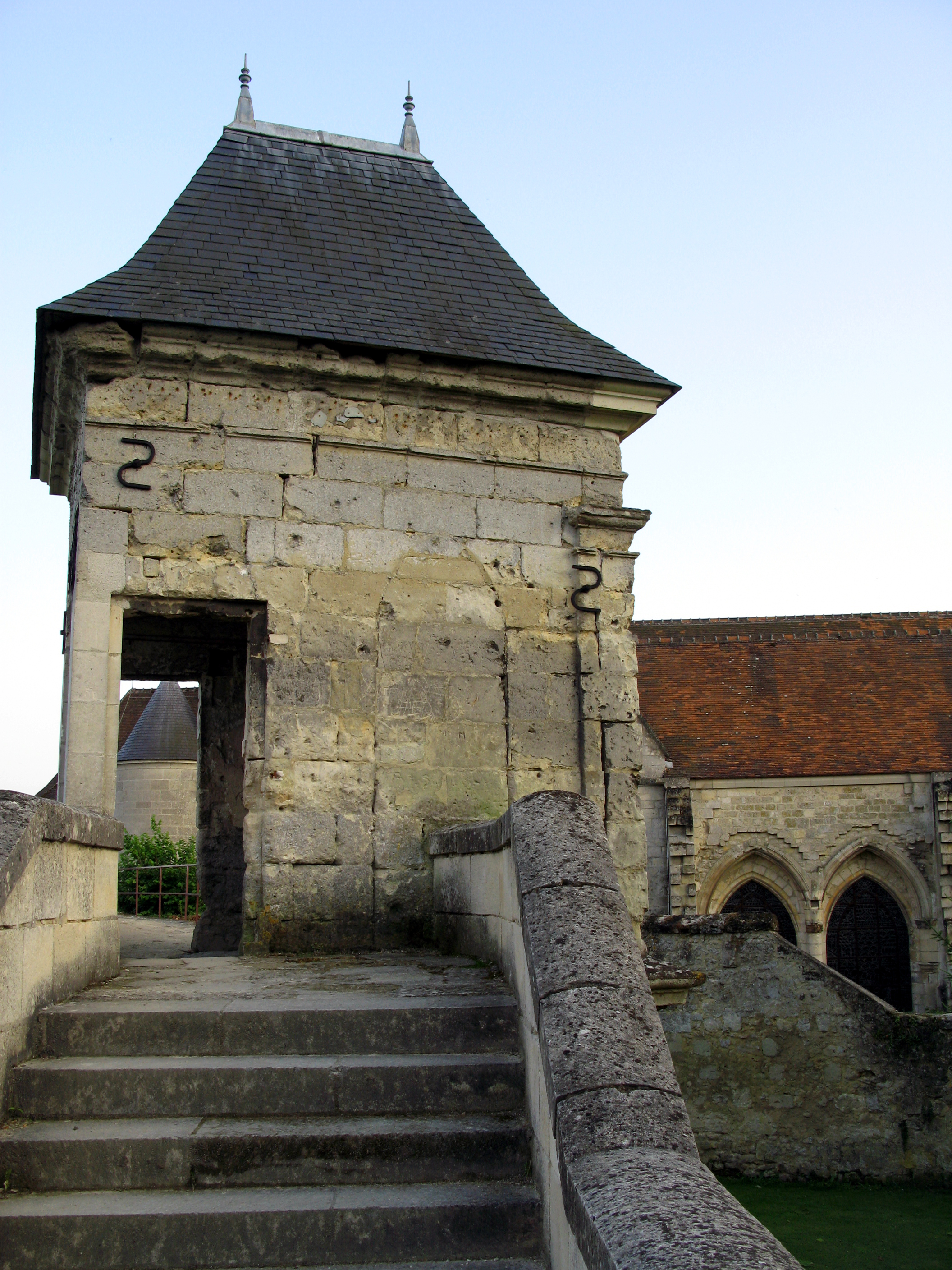
La gloriette sur le rempart.
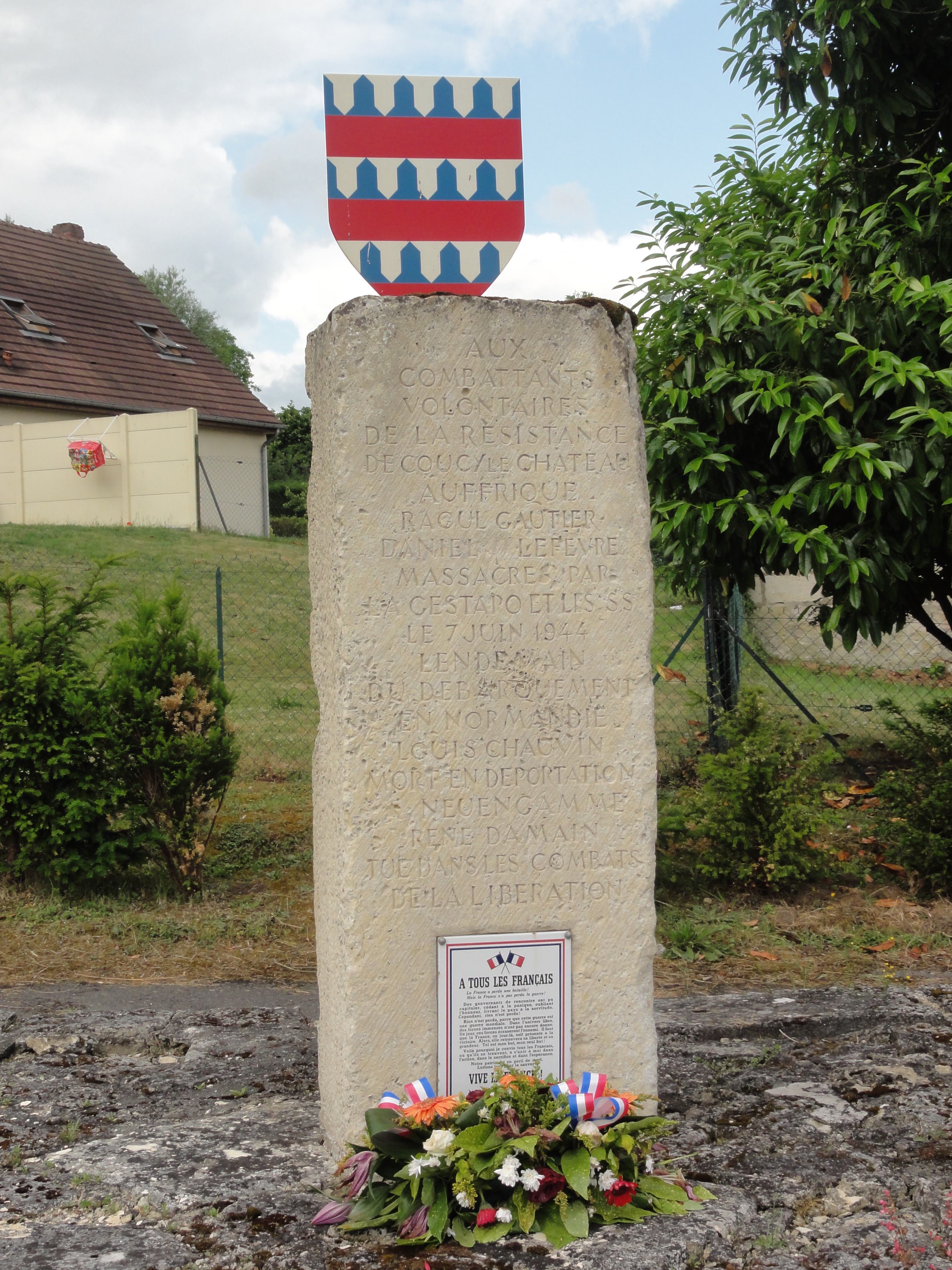
Mémorial des résistants volontaires.

### Évènements

#### Traditions locales
Coucy-le-Château-Auffrique est placé sous le patronage du Saint Sauveur, tout comme les communes de Quincy-sous-le-Mont et Serain. C'est également le nom de l'église paroissiale de la cité médiévale. La fête du Saint Sauveur est célébrée à Coucy et à Quincy le jour de la fête de la Transfiguration (le 6 août).

### Personnalités liées à la commune
- Moïse ben Jacob de Coucy, tossafiste et légaliste du XIIIe siècle[46].
- Claude Duflos (1665-1727), graveur.
- Henri Carette[pourquoi ?].
- Louis-Xavier Gargan (1816-1886), industriel né et mort à Coucy-le-Château[47].
- César de Vendôme, né à Coucy le 7 juin 1594.

### Héraldique
| Blason de Coucy-le-Château-Auffrique | Blason  | Fascé de vair et de gueules de six pièces. Ornements extérieursCroix de guerre 1914-1918 |
| Blason de Coucy-le-Château-Auffrique | Détails | Blason adopté par la municipalité                                                        |

### Jumelages
- La commune de Coucy-le-Château-Auffrique est jumelée[49] avec Saarbrücken-Altenkessel (Allemagne) depuis 1966, avec Framlingham (Royaume-Uni) depuis 1973, avec Altenkessel (Allemagne) depuis 1982 et avec  Lipik (Croatie) depuis octobre 2008.

## Pour approfondir